# Romulus (księżyc)
Romulus, pełna nazwa (87) Sylvia I Romulus – księżyc planetoidy (87) Sylvia z pasa głównego planetoid.

## Odkrycie i nazwa
Romulus został odkryty 18 lutego 2001 roku przez Michaela E. Browna i Jean-Luca Margota za pomocą teleskopu Keck II na Hawajach. Następnie nadano mu prowizoryczne oznaczenie S/2001 (87) 1.
Nazwa tego satelity pochodzi od postaci Romulusa, jednego z dwóch bliźniaków, założycieli Rzymu. 

## Orbita i właściwości fizyczne
Księżyc ten ma średnicę ok. 11 km i krąży wokół macierzystego ciała w odległości ok. 1351 km w czasie 3,65 dnia. Orbita jego charakteryzuje się małym mimośrodem wynoszącym 0,007, nachylona jest zaś pod kątem ok. 1,7° do płaszczyzny równika Sylvii.